# Castell’Umberto
Castell’Umberto település Olaszországban, Szicília régióban, Messina megyében. Lakosainak száma 2830 fő (2023. január 1.). Castell’Umberto Naso, Sinagra, Tortorici, Ucria és San Salvatore di Fitalia községekkel határos.

## Népesség
A település lakossága az elmúlt években az alábbi módon változott:
| Lakosok száma | 3083 | 3051 | 2830 |
|               | 2017 | 2018 | 2023 |